# Gerard Autet
Gerard (bürgerlich: Gerard Autet Serrabasa; * 8. September 1978 in Manlleu) ist ein ehemaliger spanischer Fußballspieler, der auf der Position eines Verteidigers eingesetzt wurde.
Während seiner Karriere spielte Gerard für FC Palamós, die zweite Mannschaft von Espanyol Barcelona, UD Levante und Deportivo Xerez (die letzten beiden Stationen in der zweiten Liga). Zur Saison 2007/2008 wechselte er zu Sporting Gijón und hatte großen Anteil am Aufstieg der Mannschaft in die erste Liga bzw. am Klassenerhalt in der folgenden Saison. Im Sommer 2010 wechselte er zurück nach Xerez, wo er seine Karriere zwei Jahre später beendete.